# 拉普申河
拉普申河（俄语：Река Лапшина）是滨海边疆区达利涅戈尔斯克市区的河流，源起雅库特山，长10公里，注入鲁德纳亚河。

## 引用
1. ↑  А·П·穆拉诺夫. . 列宁格勒: 气象出版社. 1966 （俄语）.
2. ↑  . 列宁格勒: 气象出版社 （俄语）.
3. ↑  Т·А·基谢尔科瓦娅. . 列宁格勒: 气象出版社. 1977 （俄语）.
4. ↑  . Verumwiki.   [2023-12-31]. （原始内容存档于2023-12-31） （俄语）.